# Седра Енгбю
Седра Енгбю (швед. Södra Ängby) — передмістя в західній частині Стокгольма в районі Бромма, забудоване віллами в архітектурному стилі, що поєднує функціоналізм та ідеали міста-саду.  
Ця селітебна територія площею 1,1 км², на якій побудовано понад 500 заміських будинків, і яка в найбільшій мірі відповідає стилю функціоналізму  у порівнянні з іншими селітебними територіями Швеції  а, можливо, і світу, зберігається в доброму стані понад півстоліття після його побудови і захищається як національна культурна спадщина Швеції.  

## Історія
У 1930 роки під час домінування в будівництві традиційних віл і котеджів у Швеції під випливом концепцій, представлених на Стокгольмській міжнародній виставці 1930, було збудовано кілька ексклюзивних вілл у новому стилі функціоналізму. Одна з перших таких вілл була побудована активним учасником виставки архітектором-модерністом Свеном Маркеліусом (1889-1972) для себе в стокгольмському масиві Nockeby (район Бромма) в 1930-1931 роках. Гармонійно вписана в збережений у первісному вигляді похилий природний ландшафт, вілла з чіткими геометричними формами, яскравими штукатурними фасадами стала візитною карткою вілл району Бромма.
Хоча вілли у стилі функціоналізму були побудовані також в інших місцях Стокгольму, наприклад, в Stora Essingen і Mälarhöjden,  жодне передмістя не може порівнятись з Седра Енґбі за рівнем відповідності цьому стилю. 
Територія Енґбі була придбана містом у 1904 для індивідуальної забудови. Забудова північної околиці Norra  Angby завдяки своєму плоскому рельєфу була простішою, ніж забудова південної частини Седра Енгбю з її лісами і гористим ландшафтом і розпочалась в 1931. Забудова Седра Енгбю ускладнювалась тим, що дороги були вписані в топографію лісу, яка склалась раніше і мала бути недоторканою. Тому забудова не була компактною, а являла собою низку яскравих вілл, розкиданих по збереженому лісу. Ці вілли в основному проектувались Едвіном Енґстремом, який очолював одне з агентств нерухомості.
Усі вілли в Седра Енґбі є варіаціями строгої функціональної теми: кубічні об'єми, плоскі дахи, великі вікна, округлені балкони, обшиті металевим листом з кованими металевими деталями на зразок океанських лайнерів. 
Торговий центр передмістя являє собою низку периферійних функціональних будівель, розміщених біля станції метро.
Населення - 1744 чол. (2007).

## Галерея

Деталі стилю, 2008
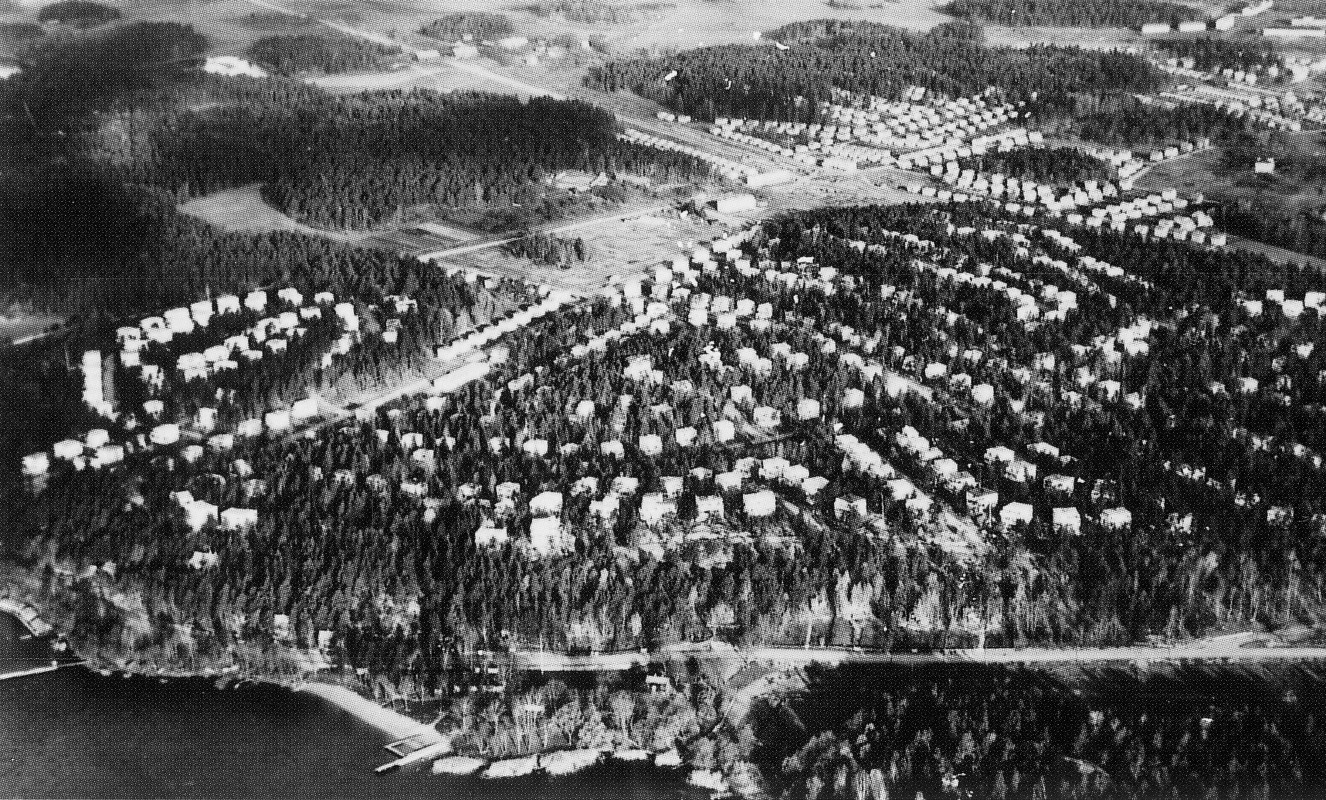
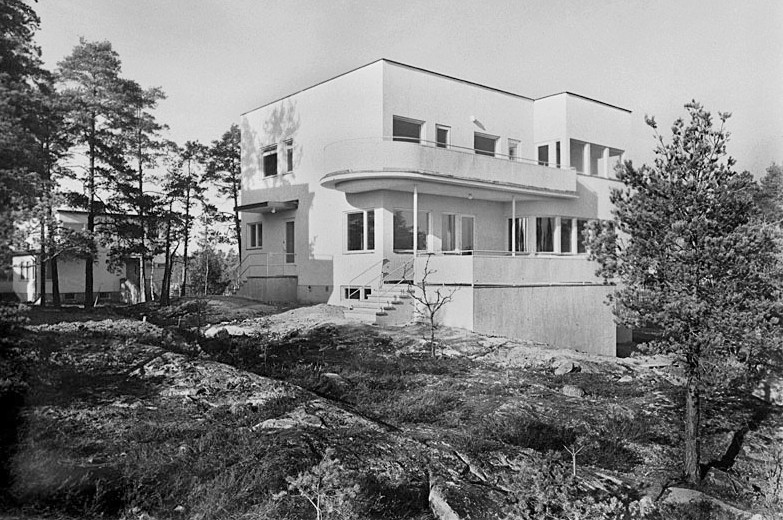
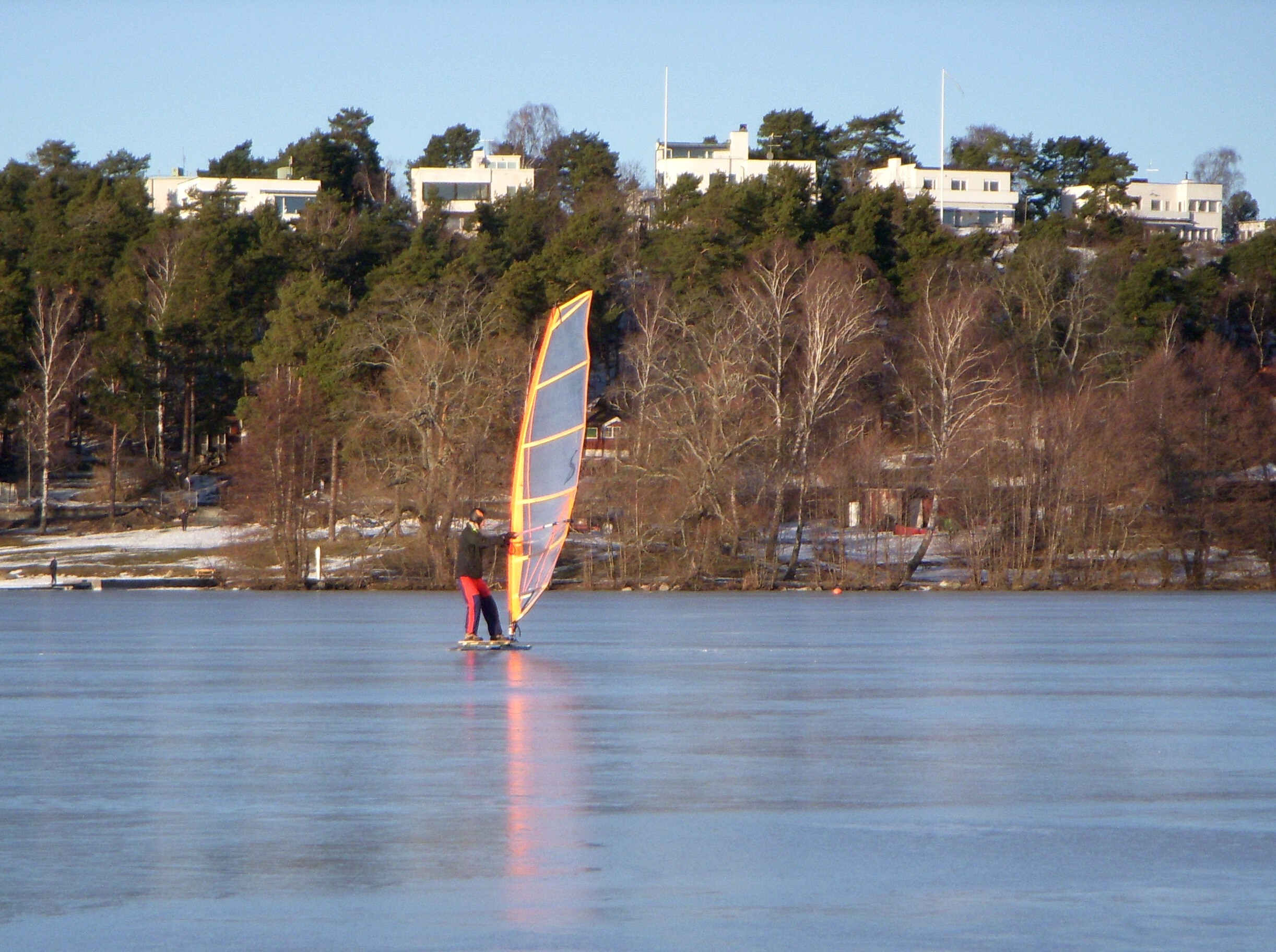
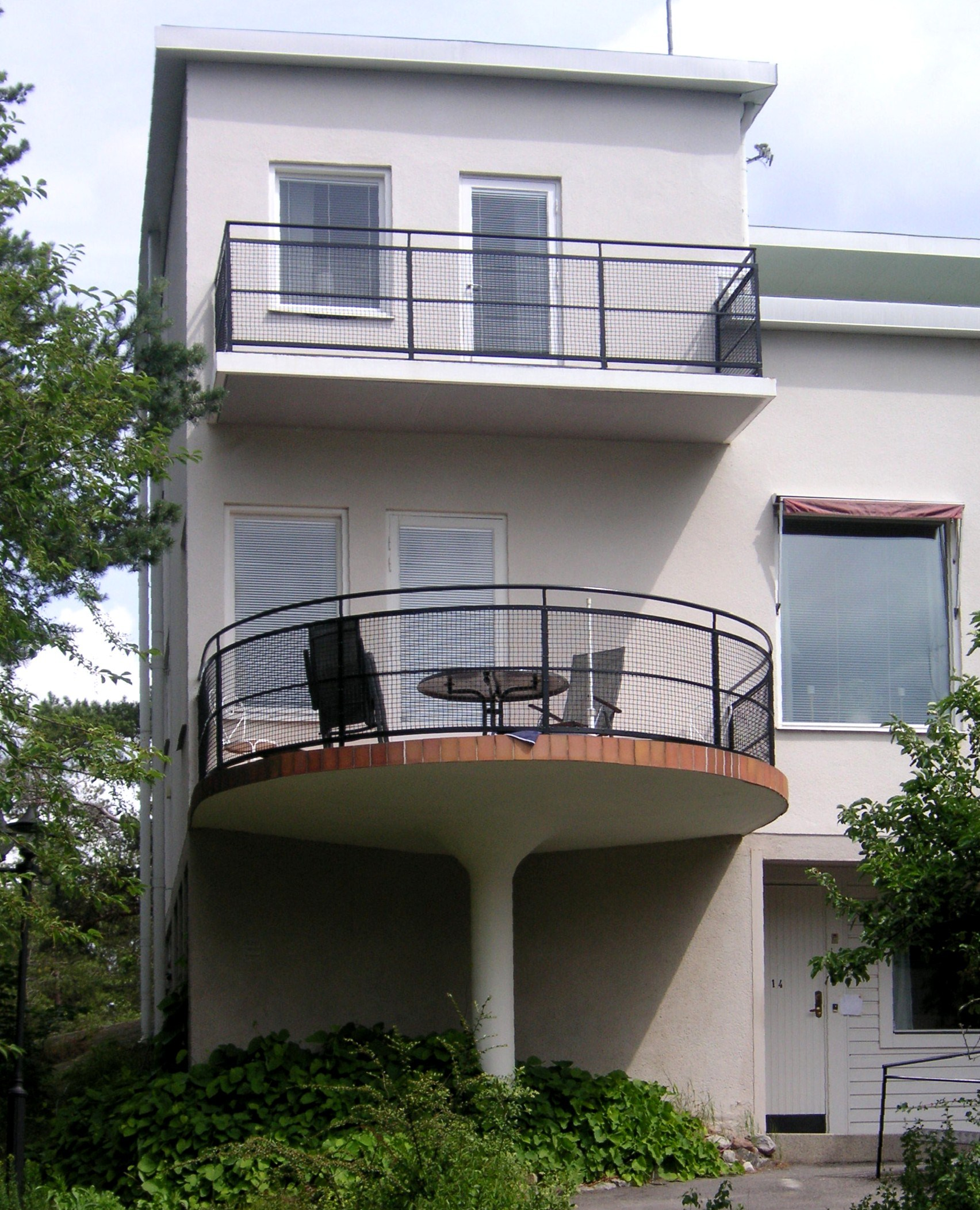
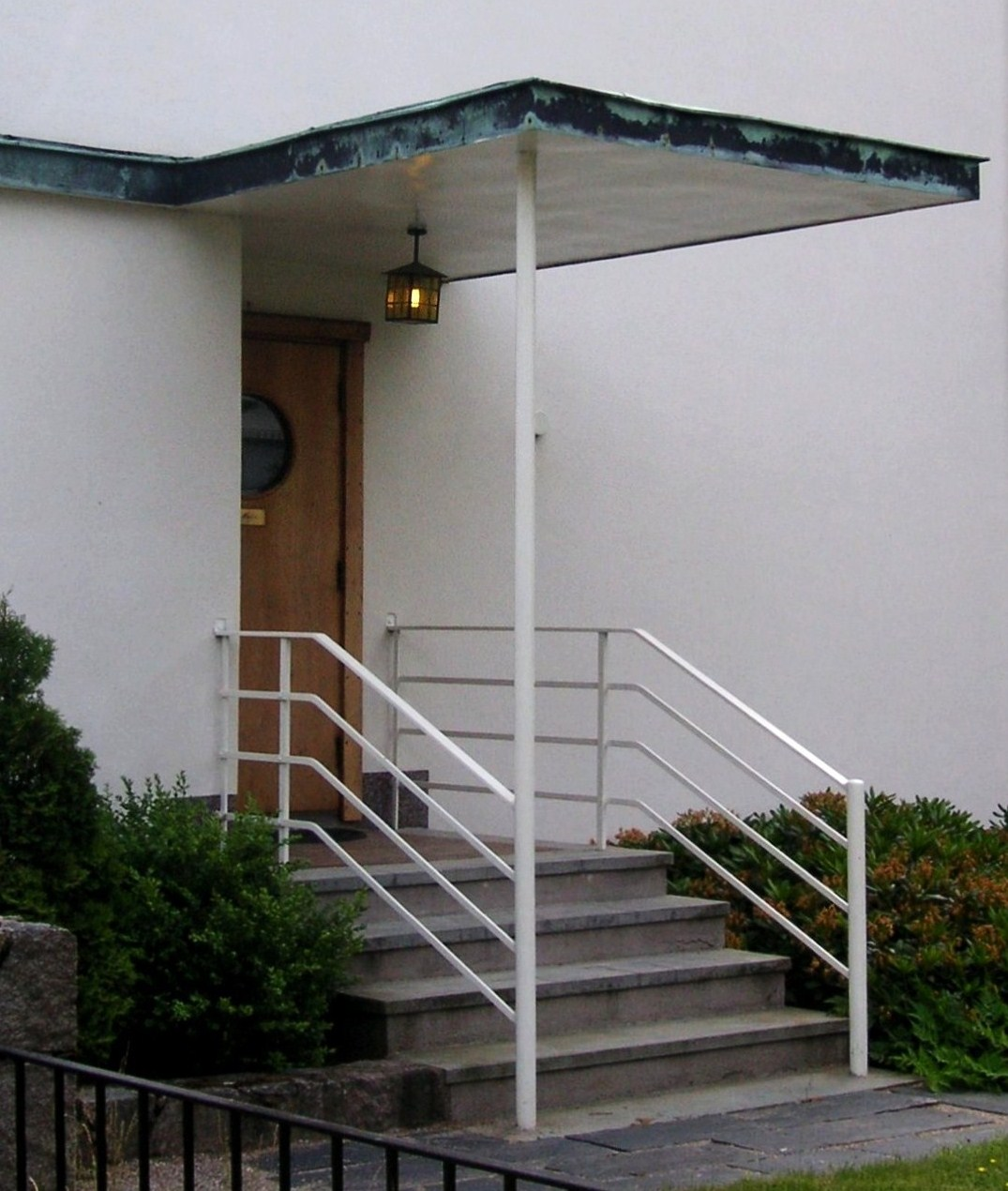
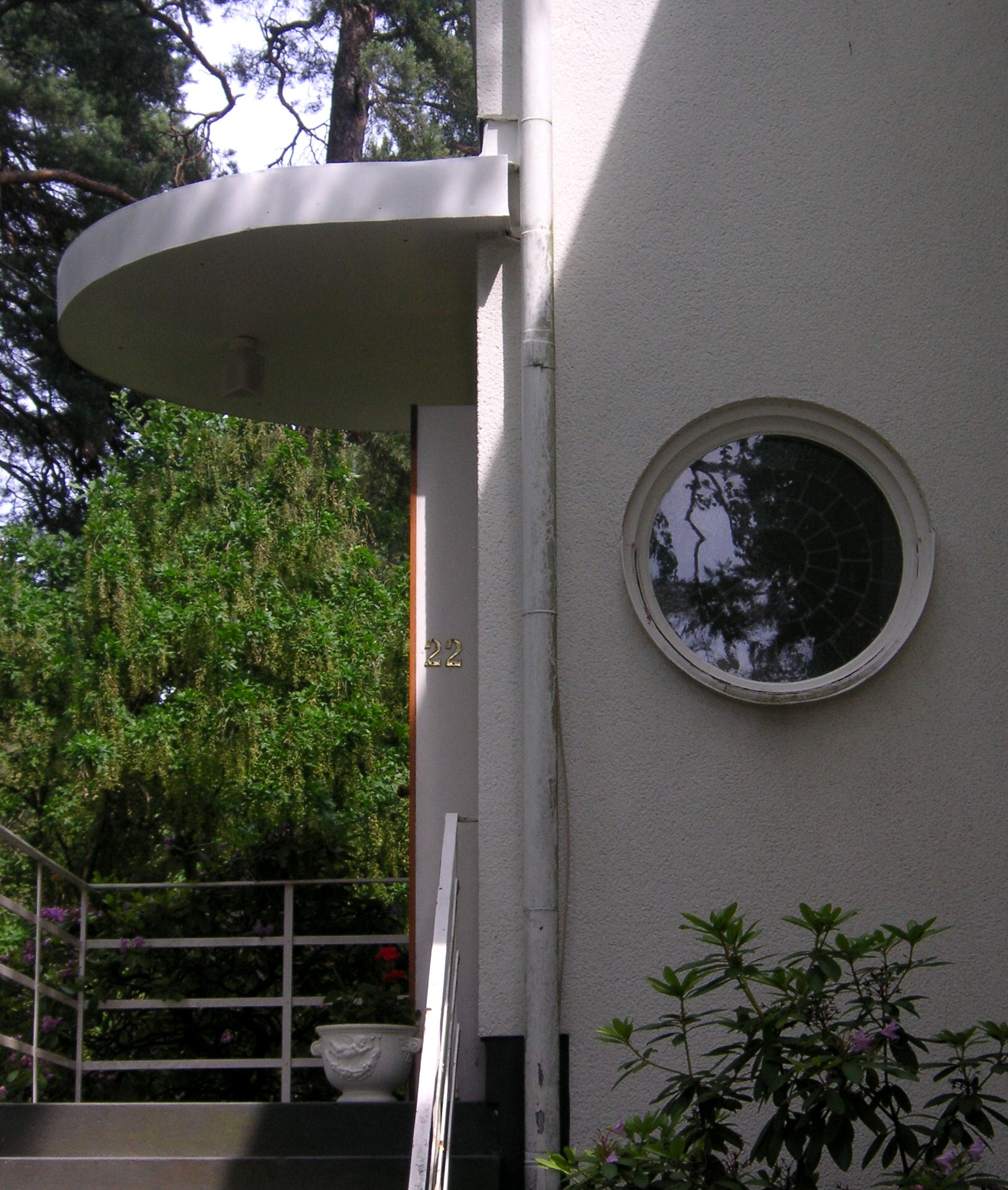
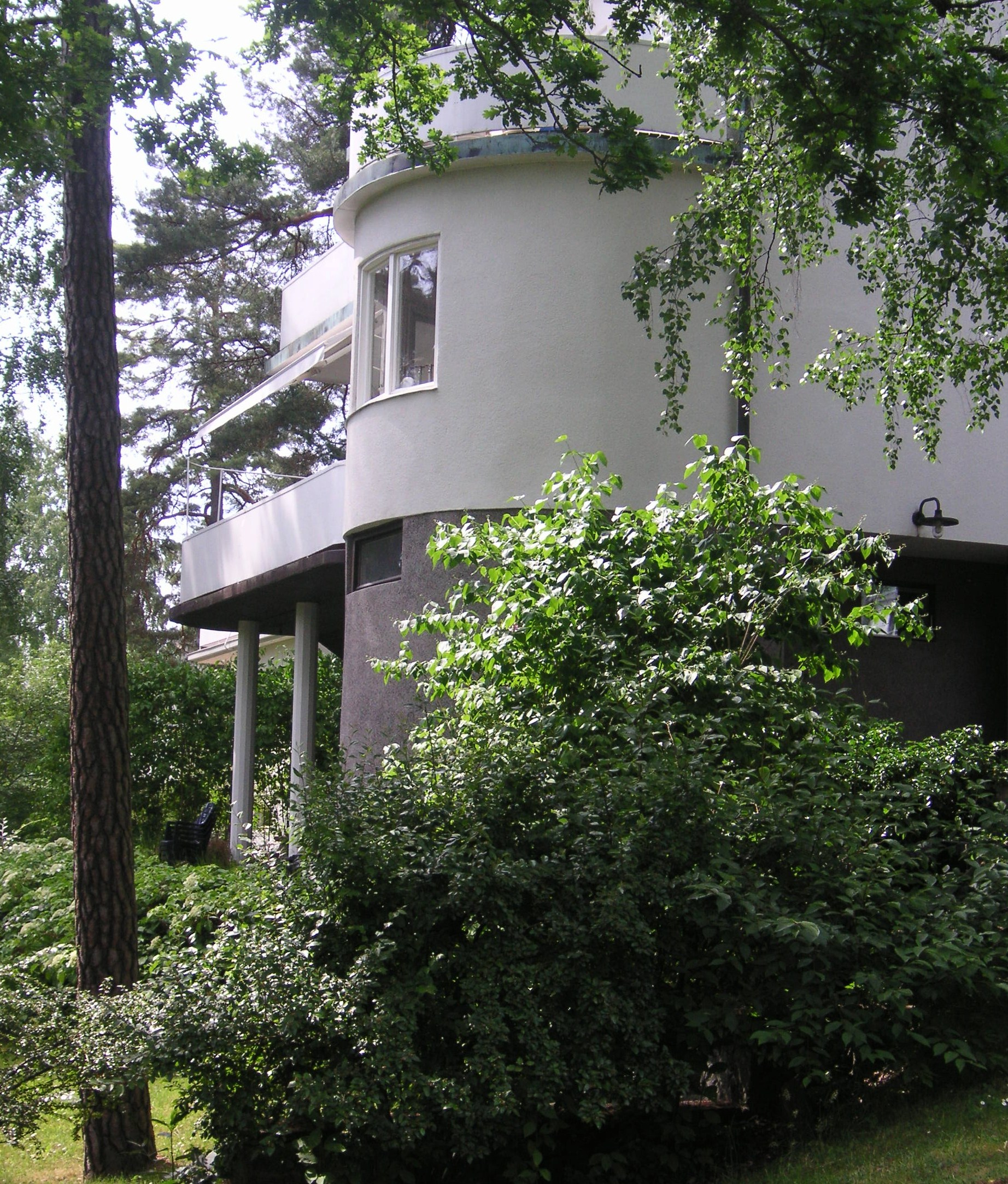